# Charles-Vincent du Plaquet
Charles Vincent du Plaquet est un homme politique français né le 20 janvier 1730 à Beauvais (Oise) et décédé le 20 septembre 1811 à Saint-Quentin (Aisne).
Abbé de l'église de Saint-Quentin et chapelain de l'ordre de Malte, il est député du tiers état aux États généraux de 1789 pour le bailliage de Saint-Quentin. Il adopte les idées nouvelles et abandonne son prieuré en août 1789.

## Sources
- « Charles-Vincent du Plaquet », dans Adolphe Robert et Gaston Cougny, Dictionnaire des parlementaires français, Edgar Bourloton, 1889-1891 [détail de l’édition]